# Santo & Johnny (album)
Cet article concerne le premier album du duo de guitaristes Santo & Johnny. Pour le duo de guitaristes Santo & Johnny, voir Santo & Johnny.
Albums de Santo & Johnny
Encore
(1960)
Santo & Johnny est le premier album du duo de guitaristes américains Santo & Johnny, sorti en 1959.

## Contenu
Caravan est un standard de jazz composé par Duke Ellington, Juan Tizol et Irving Mills. Summertime est une chanson composée par George Gershwin, avec des paroles de DuBose Heyward et Ira Gershwin, pour l'opéra en trois actes Porgy and Bess. All Night Diner, Sleep Walk et Slave Girl sont trois compositions signées Santo et Johnny Farina avec l'aide de leur mère Ann Farina. Sleep Walk se hisse à la premiere place du Billboard Hot 100 en septembre 1959. Blue Moon est une chanson composée en 1934 par Richard Rodgers, avec des paroles de Lorenz Hart. C'est devenue un standard de la ballade. En 1949, la chanson connaît un double succès grâce aux reprises de Billy Eckstine et de Mel Tormé. En 1961, la version des Marcels (en) devient numéro un international du Billboard Hot 100 et du UK Singles Chart. School Days, également intitulée School Day (Ring! Ring! Goes the Bell), est une chanson de Chuck Berry sortie en 45 tours en mars 1957, puis sur l'album After School Session en mai de la même année. Tenderly est une chanson américaine composée en 1946 par Walter Gross avec des paroles de Jack Lawrence. Dream (en), également intitulée Dream (When You're Feeling Blue), est un standard de jazz composé en 1944 avec paroles et musique par Johnny Mercer. Canadian Sunset (en) est une chanson composée en juillet 1956 par Eddie Heywood, avec des paroles de Norman Gimbel. Harbour Lights (en) est une chanson composée par Wilhelm Grosz, dit Hugh Williams, avec des paroles de Jimmy Kennedy. Raunchy (it) est un rock 'n' roll instrumental composé par le saxophoniste Bill Justis, avec la collaboration de Sidney Manker.

## Liste de pistes

### Face A
| No | Titre                                  | Auteur                                       | Durée |
| -- | -------------------------------------- | -------------------------------------------- | ----- |
| 1. | Caravan                                | - Irving Mills - Duke Ellington - Juan Tizol | 2:32  |
| 2. | Summertime (de l'opéra Porgy and Bess) | - DuBose Heyward - Ira et George Gershwin    | 2:45  |
| 3. | All Night Diner                        | Santo, Johnny et Ann Farina                  | 1:50  |
| 4. | Blue Moon                              | - Lorenz Hart - Richard Rodgers              | 1:58  |
| 5. | School Day (Ring! Ring! Goes the Bell) | Chuck Berry                                  | 2:25  |
| 6. | Sleep Walk                             | Santo, Johnny et Ann Farina                  | 2:20  |

### Face B
| No | Titre                            | Auteur                          | Durée |
| -- | -------------------------------- | ------------------------------- | ----- |
| 1. | Tenderly                         | - Jack Lawrence - Walter Gross  | 2:33  |
| 2. | Slave Girl                       | Santo, Johnny et Ann Farina     | 2:09  |
| 3. | Dream (When You're Feeling Blue) | Johnny Mercer                   | 2:00  |
| 4. | Canadian Sunset                  | - Norman Gimbel - Eddie Heywood | 2:17  |
| 5. | Harbour Lights                   | - Jimmy Kennedy - Hugh Williams | 1:57  |
| 6. | Raunchy                          | - Bill Justis - Sidney Manker   | 2:06  |

## Musiciens
- Santo Farina - guitare hawaïenne
- Johnny Farina - guitare rythmique
- Mike Dee - batterie
- Bob Davie - direction orchestrale, arrangement